# Berdeniella elkeae
Berdeniella elkeae är en tvåvingeart som beskrevs av Wagner 1975. Berdeniella elkeae ingår i släktet Berdeniella och familjen fjärilsmyggor. Inga underarter finns listade i Catalogue of Life.